# Glória a Deus
Glória a Deus é uma versão do disco God Be Praised da Gateway Worship gravado em português ao vivo pelo grupo Diante do Trono. O trabalho foi lançado pela gravadora Som Livre. O disco teve vendagem superior a 100 mil cópias.
O álbum foi gravado ao vivo em 2011 no 12° Congresso de Louvor e Adoração Diante do Trono na Igreja Batista da Lagoinha com participações especias de André Valadão, Mariana Valadão, Felippe Valadão, Adhemar de Campos, Nívea Soares, Rodrigo Campos, Breno Borges, Soraya Gomes, Sandro Reis, Keylla de Paula, Renê Vander, Luiz Gustavo e Flavianne Mara. Possui 15 músicas sendo todas versionadas por Ana Paula Valadão.
O projeto chegou 10 anos depois nas plataformas digitais, por conta de problemas de distribuição e de diretos do álbum. Foi distribuído pela Integrity Music, no qual detinha os diretos do CD

## Faixas
Todas as versões em português são assinadas por Ana Paula Valadão Bessa.
|    | Faixa                                             | Composição                                              | Solistas                                |
| -- | ------------------------------------------------- | ------------------------------------------------------- | --------------------------------------- |
| 1  | Deus Está Perto de Nós (God Is With Us Now)       | Walker Beach                                            | Ana Paula Valadão Bessa, André Valadão  |
| 2  | Louvem (Praise Him)                               | Klaus Kuehn, Thomas Miller                              | André Valadão                           |
| 3  | Sou Vencedor (Victory)                            | Cody Carnes                                             | Israel Salazar                          |
| 4  | Mil Linguas (O, For a Thousand)                   | Charles Wesley, Ralph Hudson, Thomas Miller             | Adhemar de Campos, Rodrigo Campos       |
| 5  | Maravilhado (Stay Amazed)                         | Jamie Birkenfeld Whisenhunt, Klaus Kuehn, Thomas Miller | Nívea Soares                            |
| 6  | Foi o Sangue (O, The Blood)                       | Mary Beth Miller, Thomas Miller                         | Ana Paula Valadão Bessa                 |
| 7  | Uma Gota (One Single Drop)                        | Walker Beach                                            | Ana Nóbrega, Israel Salazar             |
| 8  | Pela Graça de Deus (By The Grace of God)          | Johnny Vogt                                             | Brenno Borges                           |
| 9  | Te Adoro, Meu Rei (How To Worship a King)         | Thomas Miller, Walker Beach                             | Guilherme Fares                         |
| 10 | O Louvor Oferecemos a Ti (Praise is the Offering) | Glenn Packiam, Shannon Alford, Sion Alford              | André Valadão                           |
| 11 | Só a Ti (Glorify You Alone)                       | Shannon Alford, Sion Alford                             | Ana Paula Valadão Bessa, Israel Salazar |
| 12 | Lindo (Beautiful)                                 | Kari Jobe, Mia Fieldes, Paul Baloche                    | Ana Nóbrega                             |
| 13 | Deus Fiel (Faithful God)                          | Zach Neese                                              | Felippe Valadão, Mariana Valadão        |
| 14 | Estás Comigo (You Are For Me)                     | Kari Jobe                                               | Mariana Valadão                         |
| 15 | Glória a Deus (God Be Praised)                    | Alena Moore, David Moore                                | Ana Paula Valadão Bessa, André Valadão. |